# Épiphragme

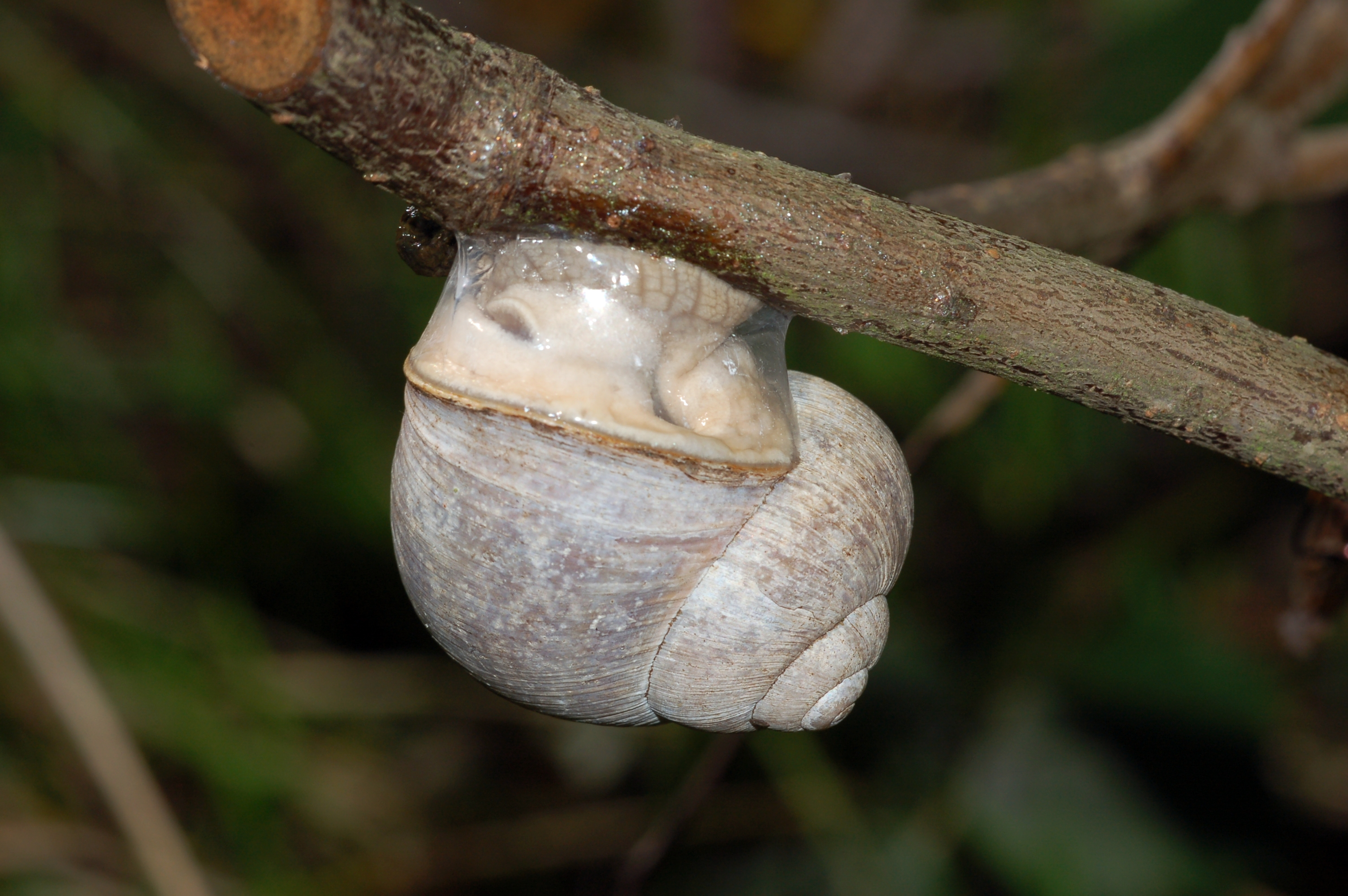
Helix pomatia utilisant un simple épiphragme transparent fait de mucus sec

L’épiphragme [épi- du grec ἐπί, epi (au-dessus de) et -phragme du grec φράγμα, phrágma (clôture)] est une structure temporaire qui peut être synthétisée par différentes espèces d'escargots.

## Fonction
L'épiphragme scelle l'ouverture de la coquille ce qui permet à l'animal de se protéger contre la dessiccation. Cette structure se trouve chez les escargots inactifs. La plupart des escargots terrestres sont actifs durant les périodes de fortes humidités (après la pluie ou durant la nuit) et deviennent inactifs durant les périodes sèches.
La fonction principale de l'épiphragme est de réduire, au niveau de l'ouverture de la coquille, les pertes d'eau qui se produisent durant les périodes d'inactivité. Il peut aussi protéger l'escargot contre la prédation.[réf. nécessaire]
L'opercule présent chez d'autres espèces de gastéropodes possède une fonction similaire à l'épiphragme.

## Épiphragme muqueux
Chez la plupart des espèces d'escargot terrestre, l'épiphragme est une simple membrane composée de couches de mucus sec. Cette structure est synthétisée dès le début de la période d'inactivité pendant la baisse du taux d'humidité. L'épiphragme de Helix aspersa est sécrété à partir du manteau de l'escargot par une intense activité musculaire.
Cet épiphragme muqueux couvre entièrement l'ouverture de la coquille, étant fixé sur les bords de l'ouverture, et, en fonction du type d'habitat de l'espèce d'escargot considérée, est souvent rattaché à un substrat solide, tel que la surface d'un rocher, d'un mur, d'une branche ou de la racine d'une plante, réduisant la perte d'eau des tissus mous de l'animal. Un épiphragme muqueux est généralement transparent ou translucide et est relativement élastique.

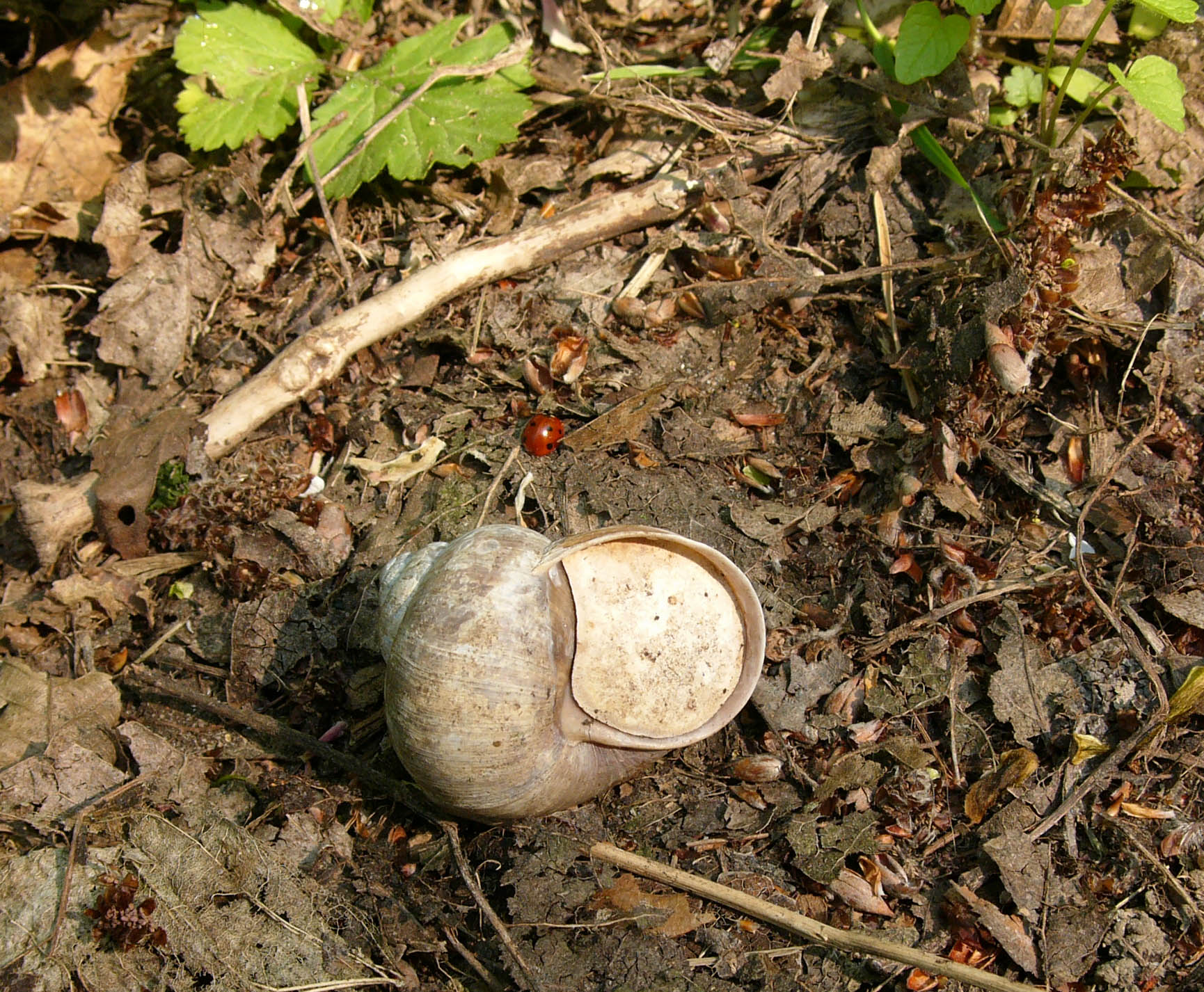
Un Helix pomatia en hibernation avec son épiphragme calcifié en place

## Épiphragme calcifié
Quelques espèces, comprenant Helix pomatia, synthétisent un épiphragme muqueux pour de courtes périodes de repos, mais peuvent aussi synthétiser un épiphragme plus solide, avant la période d'hibernation. Ce type d'épiphragme est fait d'une structure solide contenant une forte proportion de carbonate de calcium. Cet épiphragme calcifié est plus efficace contre la perte d'eau que l'épiphragme muqueux.
Cette structure calcifiée et très dure possède de petites perforations permettant les échanges respiratoires. Pour l'escargot Helix pomatia hibernant pour plusieurs mois enfoui dans le sol, cet épiphragme calcifié le protège non seulement de la dessication mais aussi des attaques de prédateurs vivant dans le sol comme les larves de coléoptères carnivores.

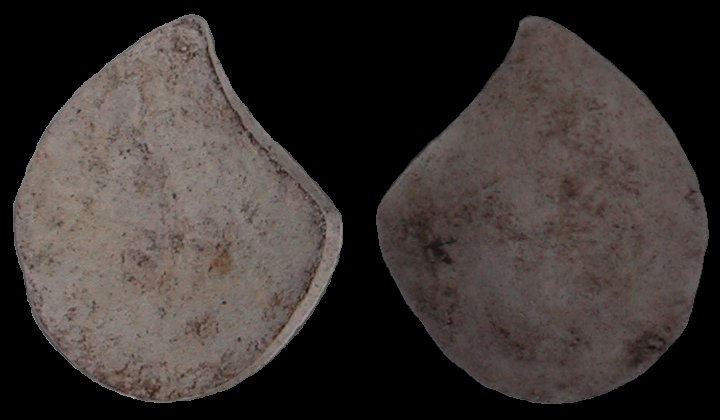
L'épiphragme calcifié de Helix pomatia: à gauche, vue de la surface interne, à droite, vue de la surface externe

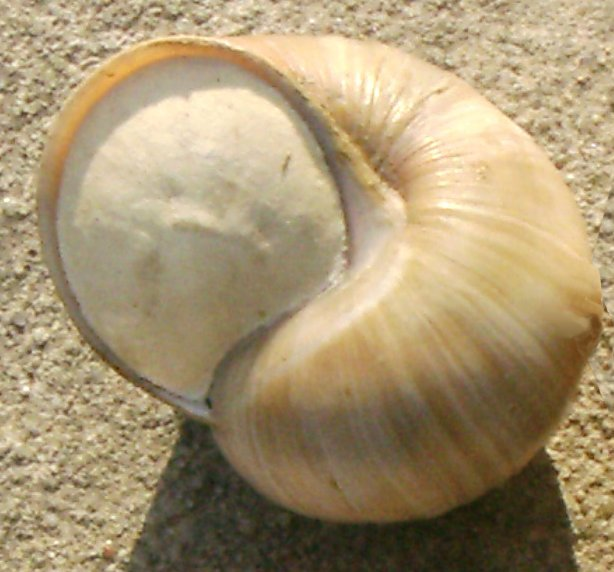
Helix lutescens avec son épiphragme calcifé en place